# Palmovka (métro de Prague)
Palmovka est une station de métro à Prague, en Tchéquie. Située sur la ligne B du métro de Prague entre Invalidovna et Českomoravská, elle est ouverte depuis le 22 novembre 1990.